# 짱유
짱유(본명: 장유석, 1992년 3월 15일 ~)는 대한민국의 래퍼이다. 힙합 크루 와비사비룸과 기리보이가 만든 힙합 크루인 우주비행 (힙합 크루)에 소속되어 있다. Show Me The Money 8
8강에서 어머니를 찾기위해 '혼자'라는 곡을 불렀다
쇼미더머니8에는 우승이 목적이아닌 어머니를 찾고싶어서 나왔다고 한다.

## 방송 출연

### Show Me The Money 8
본선 8강까지 올라가서 타쿠와를 상대로 무대를 했으며, 쇼미더머니8을 통해서 BAMN, 광안리101, 혼자 등의 음원을 냈다.